# Waterline
Waterline é uma futura série de televisão via streaming de origem portuguesa, dos géneros thriller e drama criada por Mário Patrocínio e Thaís Tavares para a plataforma OPTO. Composta por 8 episódios, será lançada em 2024. A série inspirada em factos reais, aborda a patrulha e monitorização marítima e combate ao tráfico de droga.

## Sinopse
Inspirada em factos reais, a série tem como tema central a patrulha e monitorização marítima e combate ao tráfico de droga.

## Produção

### Desenvolvimento
A 16 de novembro de 2021, a série foi anunciada após ser divulgada a lista definitiva dos projetos apoiados pelo concurso ONSeries Lisboa, com o título “Waterline”. É escrita por Mário Patrocínio e Thaís Tavares, sendo produzida pela Bro Cinema. Posteriormente, em 2023, foi revelado que também teria o apoio do Instituto do Cinema e Audiovisual de 2022.

## Episódios
| # | ## | Título       | Realização por   | Escrito por                      | Exibição original |
| - | -- | ------------ | ---------------- | -------------------------------- | ----------------- |
| 1 | 1  | "Episódio 1" | Mário Patrocínio | Mário Patrocínio e Thaís Tavares | 2024              |